# Service Data Point
Service Data Point (SDP) je uzel v Inteligentní síti GSM odpovědný za poskytování informací o účastnících používajících předplacené telefonní karty a o stavech jejich účtů. Každý prvek sítě GSM, který potřebuje informace o účastníkovi, zasílá dotazy na SDP.
Telefonní operátor musí v SDP definovat všechny tarifní plány a informace. Dotazy se na SDP posílají před poskytnutím služby a periodicky pro vyhodnocení validity probíhajícího volání. Validita se určuje podle následujících kritérií:
- Účastník má v rámci svého tarifu dovoleno službu používat.
- Stav financí na účtu účastníka pokrývá cenu služby, kterou účastník požaduje.